# Llengües goidèliques
Les llengües goidèliques (en gaèlic irlandès: teangacha Gaelacha; en gaèlic escocès: cànanan Goidhealach; en gaèlic manx: çhengaghyn Gaelgagh) conformen una de les dues branques de les de llengües cèltiques insulars (o cèltic-Q); l'altre grup cèltic el conformen les llengües britòniques o cèltic-P. Les llengües goidèliques van formar històricament un contínuum lingüístic que s'estenia des del sud d'Irlanda, passant per l'illa de Man, fins al nord d'Escòcia. Actualment perviuen tres llengües goidèliques modernes: 
- El gaèlic irlandès (Gaeilge) és cooficial a Irlanda, i parlat sobretot a la part oest del país (Gaeltacht).
- El gaèlic escocès (Gàidhlig) sobreviu a la part nord-occidental d'Escòcia, incloent-hi algunes de les Illes Hèbrides (Gàidhealtachd). També n'hi ha parlants encara a Nova Escòcia, al Canadà.
- El gaèlic manx (Gaelg) es parlava a l'illa de Man. Es va originar inicialment a partir del gaèlic escocès, amb aportacions nòrdiques. El 1974 se'n van extingir els últims parlants, però en va sobreviure un grup molt reduït de persones que l'havien apresa com a segona llengua i que proven de potenciar-la enfront de l'anglès, tot i ser aquesta darrera la seva llengua materna.

## Classificació
La branca goidèlica de llengües cèltiques també s'anomena cèltic-Q, ja que es va mantenir el so *kw del protocelta, a diferència de la branca de cèltic-P, en què aquest so de seguida es va transformar en [p]. Més tard, en les llengües goidèliques, el so *kw es va transformar en perdre la labialització, motiu pel qual va esdevenir [k]. El celtiber, una llengua cèltica continental, també va mantenir el so *kw, de manera que es pot considerar que pertany al grup cèltic-Q; així i tot, aquesta llengua no és goidèlica, ja que no és insular.
L'arbre de la família lingüística de les llengües goidèliques és el següent:
- Cèltic insular

- Irlandès primitiu

- Irlandès antic

- Irlandès mitjà

- Gaèlic irlandès
- Gaèlic escocès
- Gaèlic manx

## Història i desenvolupament

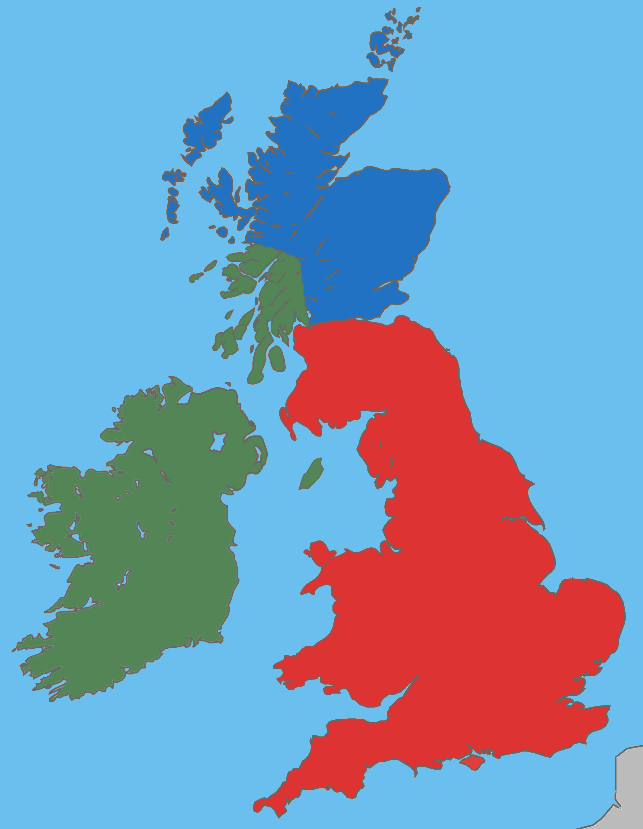
Gran Bretanya i Irlanda en la meitat del, entre la fi de la dominació romana de Britànnia i la fundació dels regnes anglosaxons
Àrees principalment goidèliques.
Àrees de llengua picte.
Àrees principalment britòniques.

Restringida en un principi a Irlanda, la branca goidèlica es va començar a estendre en un moment entre els segles III i VI quan grups irlandesos, anomenats pels romans pel nom genèric de Scoti, van començar a emigrar des d'Irlanda cap als territoris que actualment es coneixen com a Cornualla, Gal·les i Escòcia. Aquells que es van assentar a Cornualla i Gal·les van produir un petit impacte a curt termini, però els colons del regne de Dàl Riada a Escòcia van acabar assimilant les tribus pictes (una tribu que potser hauria parlat una llengua britònica) que poblaven el territori escocès. El manx, la llengua goidèlica de l'Illa de Man, és molt proper a l'irlandès parlat al nord-est i a l'est d'Irlanda i a l'actualment extingit gaèlic de Galloway (al sud-oest d'Escòcia), amb certa influència del nòrdic antic a través de les invasions dels pobles vikings i dels antics habitants de Gran Bretanya.
La llengua goidèlica escrita més antiga és l'irlandès primitiu, que es troba en inscripcions en ogam datades a partir del segle iv. La morfologia d'aquesta llengua és molt tancada, i de vegades idèntica, a les formes del gal anteriors i coetànies a la invasió romana de la Gàl·lia. L'etapa següent, l'irlandès antic, s'observa en els marges de manuscrits religiosos escrits en llatí des del segle vi fins al segle x, de la mateixa manera que en textos antics copiats i anotats en textos en irlandès mitjà. L'irlandès mitjà, l'antecessor de les llengües goidèliques actuals, correspon al període de la llengua comprès entre els segles x i xii. En aquesta llengua s'han trobat una gran quantitat d'obres literàries i, fins i tot, els antics textos legislatius en irlandès.
El gaèlic clàssic, conegut també com a irlandès modern primerenc, abasta el període des del segle xiii fins al segle xviii, temps durant el qual es va utilitzar en el llenguatge literari a Irlanda i Escòcia. Aquesta etapa lingüística també es coneix com a irlandès clàssic o “gaèlic hiberno-escocès” per tal de designar aquesta versió escrita estàndard de la llengua. Des del moment en què aquesta versió escrita de la llengua va esdevenir la norma, Irlanda es va considerar la terra nadiua del gaèlic per als literats escocesos.
Divergències ortogràfiques posteriors han donat lloc a ortografies estandarditzades pluricèntriques. L'ortografia en manx, que es va introduir en els segles xvi i xvii, estava basada en la pràctica anglesa i gal·lesa i, per tant, no va formar mai part d'aquest estàndard literari.

## Situació actual
El gaèlic irlandès es parla principalment a la Gaeltacht, a la costa oest d'Irlanda, i es tracta de la primera llengua nacional d'aquest país on la seva revalorització ha donat els seus fruits després d'un combat polític davant de l'ús dominant de l'anglès (una segona llengua nacional, segons la Constitució). S'estima que al voltant d'uns 300.000 irlandesos tenen coneixements alts d'irlandès.
En algunes zones d'Escòcia, la Gàidhealtachd, com l'illa de Skye o la resta d'illes Hèbrides Exteriors, encara hi ha pobles on els seus habitants només parlen el gaèlic escocès en la vida quotidiana. A més, l'oferta d'escoles que ofereixen l'ensenyament amb el gaèlic escocès com a llengua vehicular ha augmentat en els últims temps. El gaèlic escocès, prohibit després dels aixecaments jacobites a principis del segle xviii, es parla actualment per un 1% de la població total (aproximadament, uns 58.000 parlants natius).
Al Canadà, els escocesos que van emigrar de les Terres altes d'Escòcia a partir del segle xviii, van fundar comunitats on la seva llengua materna ha pogut sobreviure fins al dia d'avui. Així, hi ha comunitats de gaèlic escocès a l'Illa del Cap Bretó i a tres comtats de l'est de Nova Escòcia (Guysborough, Pictou i Antigonish), a l'Illa del Príncep Eduard, a la vall de Codroy i al sud-oest de Terranova, al comtat de Compton (Quebec), al sud d'Ontario (als comtats de Stormont, Dundas i Glengarry, al sud d'Ottawa, i al comtat de Middlesex, a l'oest de London), i també a les províncies de Manitoba i Saskatchewan. Vegeu l'article gaèlic canadenc.
A principis del segle xx Cregneash (Creneash en manx) va ser el centre de la comunitat lingüística del manx, fins a la fi de la generació més vella de parlants. Avui dia, els nous parlants estan dispersats per tota l'Illa de Man, sumant al voltant d'un 2,2% de la població total. Recentment, s'ha creat a St John l'escola de primària amb el manx com a llengua vehicular en l'ensenyament, la Bunscoill Gaelgagh (literalment, “escola de primària gaèlica”), finançada per l'organització cultural Mooinjer Veggey (literalment, “els petit habitants” o “el petit poble”).

## Comparació lingüística

### Nombres
| Xifra | Gaèlic irlandès | Gaèlic escocès | Gaèlic manx |
| ----- | --------------- | -------------- | ----------- |
| 1     | aon             | aon            | un, nane    |
| 2     | dó              | dà             | daa         |
| 3     | trí             | trì            | tree        |
| 4     | ceathair        | ceithir        | kiare       |
| 5     | cúig            | còig           | queig       |
| 6     | sé              | sia            | shey        |
| 7     | seacht          | seachd         | shiaght     |
| 8     | ocht            | ochd           | hoght       |
| 9     | naoi            | naoi           | nuy         |
| 10    | deich           | deich          | jeih        |
| 11    | aon déag        | aon deug       | nane jeig   |
| 12    | dó dhéag        | dà dheug       | daa yeig    |
| 20    | fiche           | fichead        | feeid       |
| 100   | céad            | ceud           | keead       |

### Expressions comunes
| Gaèlic irlandès                                                                           | Gaèlic escocès           | Gaèlic manx        | Català                                  |
| ----------------------------------------------------------------------------------------- | ------------------------ | ------------------ | --------------------------------------- |
| Fáilte romhat                                                                             | Fàilte                   | Failt              | Benvingut/da                            |
| Ulster: Cad é mar atá tú? Connacht: Cén chaoi a bhfuil tú? Munster: Conas atá tú?         | Ciamar a tha thu?        | Kys t'ou?          | Com estàs?                              |
| Ulster: Cad é an t-ainm atá ort? Connacht: Cén t-ainm atá ort? Munster: Cad is ainm duit? | Dè an t-ainm a tha ort?  | Cre'n ennym t'ort? | Com et dius? (lit: quin és el teu nom?) |
| Is mise...                                                                                | 'S mise...               | Mish...            | Sóc… / Em dic…                          |
| Lá maith                                                                                  | Latha math               | Laa mie            | Bon dia (referència: jornada)           |
| Maidin mhaith                                                                             | Madainn mhath            | Moghrey mie        | Bon dia (referència: matí)              |
| Trathnóna maith                                                                           | Feasgar math             | Fastyr mie         | Bona tarda/vespre                       |
| Oíche mhaith                                                                              | Oidhche mhath            | Oie vie            | Bona nit                                |
| Go raibh maith agat                                                                       | Tapadh leat              | Gura mie ayd       | Gràcies                                 |
| Slán leat                                                                                 | Slàn leat / Mar sin leat | Slane lhiat        | Adéu                                    |
| Sláinte                                                                                   | Slàinte                  | Slaynt             | Salut (referència: un brindis)          |

## Influència en altres llengües
Les llengües goidèliques han influït, especialment, en l'anglès parlat a les Terres Altes, i en la creació de llengües criolles, tot i que no són considerades com a llengües goidèliques, sinó mixtes:
- El shelta, tot i que de vegades es considera una llengua goidèlica, de fet és un criptolecte (argot) sorgit en la mescla de l'irlandès i l'anglès, amb una sintaxi elemental basada en l'anglès.
- El crioll bungi del Canadà és un dialecte de l'anglès parlat pels métis, que està influenciat pels dialectes de les illes Òrcades, l'scots, el gaèlic escocès, i llengües indígenes, com el cree i l'idioma ojibwa. Vegeu l'article crioll bungi (Canadà)
- El Beurla Reagaird és un argot parlat pels viatgers escocesos, que està basat en el gaèlic escocès.